# Peredo da Bemposta
Peredo da Bemposta is een plaats (freguesia) in de Portugese gemeente Mogadouro en telt 258 inwoners (2001).